# John Rutter
John Rutter, angleški glasbenik, skladatelj, dirigent, * 24. september 1945.
Sklada zlasti zborovsko glasbo. Njegova najbolj znana velika vokalno instrumentalna dela so Gloria (1974), Requiem (1985), Magnificat (1990) in Psalmfest (1993). Kot dirigent in predavatelj gostuje po vsem svetu, poleg številnih nagrad in častnih nazivov mu je nadškofija Canterbury podelila častni doktorat za njegov velik prispevek k duhovni glasbi.
Zbor svetega Nikolaja je izbor njegovih skladb izdal na zgoščenki z naslovom Božična luč.